# Opsion tenuis
Opsion tenuis är en tvåvingeart som beskrevs av Edwards 1925. Opsion tenuis ingår i släktet Opsion och familjen svampmyggor. Inga underarter finns listade i Catalogue of Life.